# Antonio Álvarez de Toledo y Enríquez de Ribera
Marquês de Villanueva del Río foi Vice-rei de Navarra. Exerceu o vice-reinado de Navarra entre 1661 e 1662. Antes dele o care go foi exercido por Diego de Benavides y de la Cueva. Seguiu-se-lhe Antonio Pedro Gómez Dávila.